# ماساکی شیباتا
ماساکی شیباتا (انگلیسی: Masaki Shibata؛ زادهٔ ۱۲ آوریل ۱۹۵۳) بازیکن هندبال اهل ژاپن بود.